# Kadosh
Kadosh (hebreu: קדוש‎) (lit., Sagrat) és una pel·lícula de 1999 del director israelià Amos Gitai. Va ser inscrit al 52è Festival Internacional de Cinema de Canes de 1999.

## Argument
Kadosh és un drama sobre la societat haredim. A l'escena inicial, Meir (Yoram Hattab), un jove erudit talmudic, agraeix a Déu en les seves oracions matinals per no haver nascut dona. Al principi, el matrimoni de Meir i la seva dona, Rivka (Yael Abecassis), sembla tendre i idíl·lic, però a mesura que avança la pel·lícula, es fa evident que Meir està preocupat pel fet que no té fills després de deu anys de matrimoni. El pare de Meir, el rabí de la seva comunitat a Jerusalem, li diu a Meir que ha de divorciar-se de Rivka perquè l'única funció d'una dona és tenir fills. Finalment, Meir ho fa, cosa que destrueix emocionalment a Rivka, i ella s'allunya perquè la Meir es pugui casar amb una cosina.
La germana petita de Rivka, Malka, es casa amb Yosef en una festa organitzat pels seus pares, tot i que estima Yaakov, un cantant de rock, que ha abandonat la comunitat religiosa. Quan Yosef és sexualment fred amb ella, se'n va a passar una nit amb Yaakov; quan torna, Yosef l'anomena "puta" i la colpeja amb un cinturó. Ella surt corrents del seu apartament.
Meir, després d'haver-se divorciat de Rivka i tornat a casar-se, es presenta a l'apartament de Rivka durant les vacances de Purim (quan els homes tradicionalment s'emborratxen), i vol estar amb ella (un home haredi normalment mai estaria sol amb una dona que no és la seva dona). Ella es retira inicialment. No veiem què passa, però quan la Malka corre cap a l'apartament de la Rivka després que Yosef la pega, Rivka balbuceja sobre estar embarassada.
En una escena que podria ser un somni o una al·legoria, Rivka s'acosta a Meir, que està dormint, s'estira amb ell i s'amaga sobre ell, però ell no es desperta (ni la seva nova dona està present, suggerint que això no és en realitat la història). Finalment, ella s'adorm damunt d'ell. Ell es desperta i no la pot despertar. Sacseja la Rivka i intenta despertar-la, ja que sembla que ha mort per un cor trencat. La pel·lícula acaba amb Malka, sola després d'haver deixat Yosef, mirant per sobre de la ciutat de Jerusalem.
La pel·lícula va ser ressenyada per New York Times.

## Repartiment
- Yaël Abecassis - Rivka
- Yoram Hattab - Meïr
- Meital Barda - Malka
- Uri Klauzner - Yossef (com Uri Ran-Klausner)
- Yussuf Abu-Warda - Rav Shimon
- Lea Koenig - Elisheva (com Lea Koenig)
- Sami Huri - Yaakov
- Rivka Michaeli - Ginecòleg
- Samuel Calderon - Oncle Shmouel
- Noa Dori - Noa
- Shireen Kadivar - Lexa